# Sorbinichromis francescoi
Sorbinichromis francescoi Bannikov & Bellwood, 2014 è un pesce osseo estinto, appartenente ai perciformi. Visse nell'Eocene inferiore-medio (circa 50-49 milioni di anni fa) e i suoi resti fossili sono stati ritrovati in Italia, nel ben noto giacimento di Bolca.

## Descrizione
Questo pesce era di piccole dimensioni e non raggiungeva i 5 centimetri di lunghezza. Era dotato di un corpo alto e relativamente corto, con un peduncolo caudale anch'esso alto e corto. La testa era relativamente piccola, così come la bocca. Sorbinichromis era caratterizzato dalla combinazione unica del numero di vertebre e di raggi delle pinne impari, dalle lunghe pinne pelviche e dalla presenza di due supraneurali. 
Possedeva una cresta supraoccipitale alta e appuntita, dietro la quale iniziava la pinna dorsale sostenuta da forti spine appuntite. La parte posteriore della pinna dorsale era più alta e sostenuta da raggi molli. Le pinne pelviche erano posizionate appena dopo le pinne pettorali, ed erano fortemente allungate. La pinna caudale era troncata, mentre le scaglie erano piuttosto grandi, spesse e circondavano il margine ventrale e dorsale del corpo.

## Classificazione
Sorbinichromis era un rappresentante del grande e variegato ordine dei perciformi, e in particolare è stato ascritto alla famiglia Pomacentridae, attualmente ampiamente rappresentata. Sorbinichromis francescoi è stato descritto per la prima volta nel 2014, sulla base di resti fossili ritrovati nella famosa Pesciara di Bolca, in provincia di Verona. Altri pomacentridi rinvenuti a Bolca sono Palaeopomacentrus e Lorenzichthys.